# Reinier de la Haye

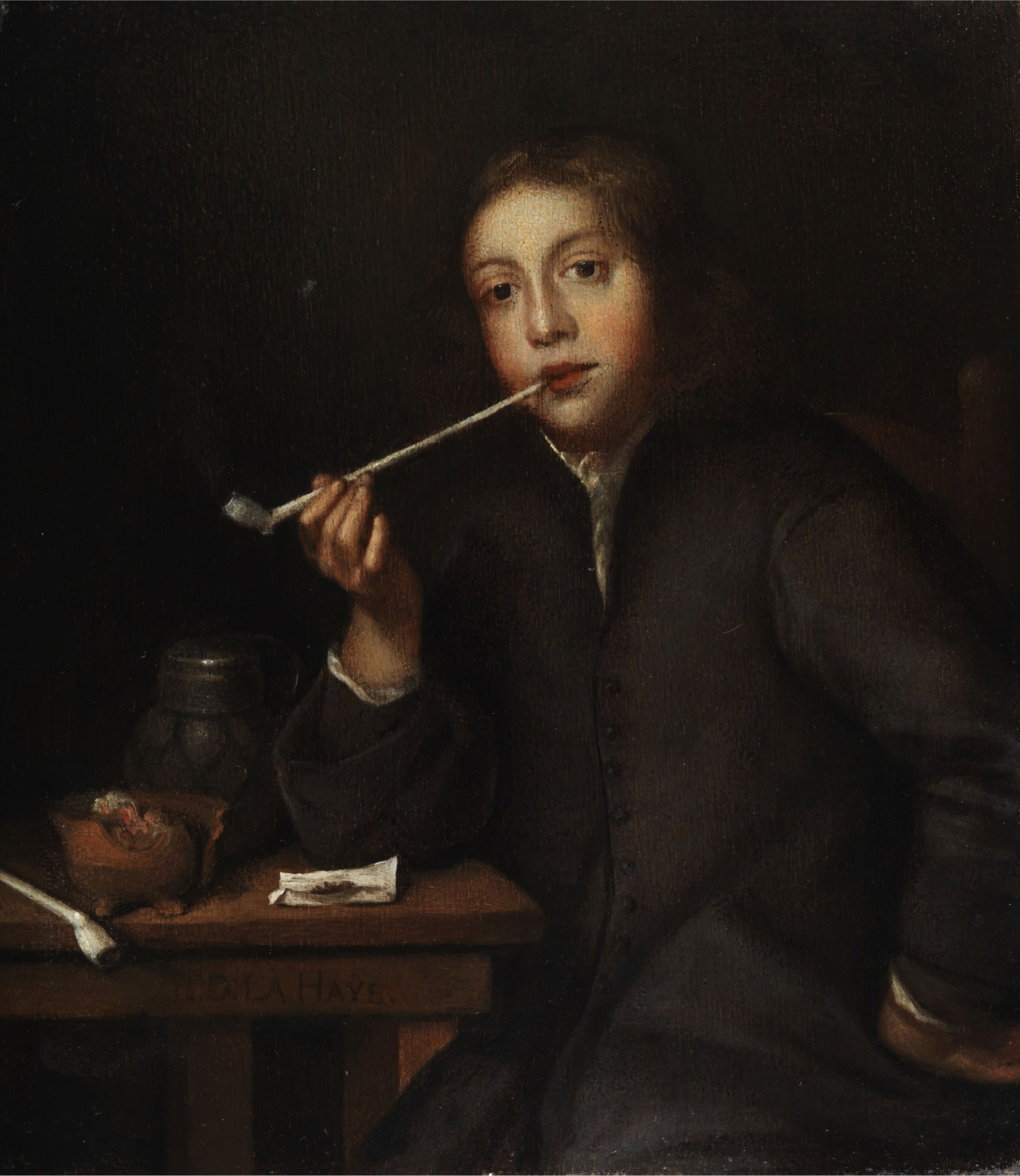
Reinier de la Haye, Bildnis eines Knaben mit Meerschaumpfeife

Reinier de la Haye (* um 1640 vielleicht in Den Haag; † um 1695 oder kurz darauf vermutlich in Antwerpen) war ein holländischer Maler.
Über die Herkunft von Reinier de la Haye ist nichts bekannt. Es wird vermutet, dass er in Den Haag geboren wurde, wo er 1660 als ein Schüler von Adriaen Hanneman dokumentiert ist. 1662 heiratete er. 1663 wird er Mitglied der Hager Lukasgilde, wo er als gezelschapschilder geführt wird. Einige Jahre später zog er nach Utrecht, wo er 1669 Mitglied der dortigen Lukasgilde wurde. 1672 siedelte er nach Antwerpen über, wo ein Jahr später seine Frau verstarb. Aus dem Jahr 1695 stammt sein letztes bekanntes Bild, so dass davon auszugehen ist, dass er noch im selben Jahr oder kurz darauf verstorben ist.
Reinier de la Haye malte vorwiegend Genrebilder und Porträts. Letztere weisen eine große Nähe zu seinem Zeitgenossen Caspar Netscher auf, von dem er wahrscheinlich beeinflusst wurde. Daneben hat sich eine kleine Anzahl von Stillleben erhalten, die ihn als hervorragenden Koloristen ausweisen. Von einigen seiner Motive existieren mehrere Fassungen.

## Ausgewählte Werke
- Amsterdam, Instituut Collectie Nederland
  - Bildnis des Pieter van Hoorn. 1666
- Amsterdam, Sammlung Six
  - Bildnis einer Frau.
- Dessau, Schloss Georgium
  - Tricktrackspielende Offiziere.
- Haarlem, Frans Halsmuseum
  - Bildnis der Brigitta Backer. 1675 (zugeschrieben)
- Lublin, Muzeum Lubelskie
  - Bildnis des Jacub Sobieski.
- Schwerin, Staatliches Museum
  - Blütenkranz.
  - Blumenstrauß mit Früchten in einer Nische.
- Tübingen, Sammlung Christoph Müller
  - Stehende Frau mir Cister.
  - Büste einer Dame, von einem Blumen- und Früchtekranz umkränzt.
- Utrecht, Centraal Museum
  - Frau, einen Papagei fütternd. 1660
  - Joseph und Potiphars Frau.
- Utrecht,  Senaatszaal Academiegebouw Universiteit Utrecht
  - Bildnis des Melchior Leydecker. (zugeschrieben)
- Verbleib unbekannt
  - Musizierende Frau im Fenster und mann mit Gesangsbuch. 1665 (am 4. Juli 200 bei Phillips in London versteigert)
  - Bildnis eines jungen Mannes als Jäger. 1670 (2006 im Kunsthandel Gebr. Douwes Fine Arts in Amsterdam)
  - Trinkende junge Frau mit Mann und Negerpagen. 1676 (am 24. Juni 2005 bei Millon & Associés in Paris versteigert)
  - Klassisches Liebespaar in arkadischer Landschaft. 1685 (am 24. Mai 2002 bei Sotheby's in Amsterdam versteigert)
  - Bildnis einer sitzenden Frau mit Rose und Lilie. (am 13. Oktober 1989 bei Sotheby's in New York versteigert)
  - Bildnis einer Frau. (am 19. Oktober 1995 bei Christie’s in London versteigert)
  - Zwei Frauen am Klavier. (am 2. April 1996 bei Sotheby's in New York versteigert)
  - Stehende Lautenspielerin. (am 2. April 1996 bei Sotheby's in New York versteigert)
  - Zwei Frauen am Klavier. (am 15. Oktober 1996 im Dorotheum in Wien versteigert)
  - Bildnis einer Frau. (zugeschrieben – am 1. Januar 1997 bei Phillips Son & Neale in London versteigert)
  - Junge Frau bei der Toilette. (zugeschrieben – am 6. Mai 1997 bei Sotheby's in Amsterdam versteigert)
  - Venus und Adonis. (zugeschrieben – am 6. Mai 1998 bei Sotheby's in Amsterdam versteigert)
  - Musizierendes Paar. (zugeschrieben – am 30. Oktober 1998 bei Christie’s in London versteigert)